# Zita
Zita ist ein weiblicher Vorname.

## Herkunft und Bedeutung des Namens
- italienisch zita: „junges Mädchen“ oder Kurzform von Felizitas

## Namenstag
- 27. April[3]

## Namensträgerinnen
- Zita, heiliggesprochene Magd aus Lucca (1212–1272)

- Zita von Bourbon-Parma (1892–1989), die letzte österreichische Kaiserin und gekrönte Königin von Ungarn
- Zita Duarte (1944–2000), portugiesische Film-, Theater- und Fernseh-Schauspielerin
- Zita Funkenhauser (* 1966), deutsche Fechterin
- Zita Gaier (* 2006), österreichische Schauspielerin
- Zita Görög (* 1979), ungarische Schauspielerin, Moderatorin und Model
- Zita Gurmai (* 1965), ungarische Politikerin
- Zita Hanrot (* 1989), französische Schauspielerin
- Zita Hitz (1925–2013), deutsche Schauspielerin
- Zita Johann (1904–1993), ungarisch-amerikanische Schauspielerin
- Zita Kabátová (1913–2012), tschechoslowakische und tschechische Schauspielerin
- Zita Kácser (* 1988), ungarische Leichtathletin (Langstrecken- und Hindernislauf)
- Zita Küng (* 1954), Schweizer Juristin, Organisationsberaterin und Frauenrechtsaktivistin
- Zita Okaikoi (* um 1975), ghanaische Politikerin und Diplomatin
- Zita Seabra (* 1949), portugiesische Politikerin
- Zita Šličytė (* 1943), litauische Juristin, Rechtsanwältin und Politikerin
- Zita Smirnovienė (* 1953), litauische Juristin
- Zita Szabó (* 1975), ungarische Triathletin
- Zita Szucsánszki (* 1987), ungarische Handballspielerin
- Zita Užlytė (* 1980), litauische liberale Politikerin
- Zita Zehner (1900–1978), deutsche Politikerin
- Zita Žvikienė (* 1955), litauische Juristin und Politikerin

## Familienname
- Antonietta Zita, italienische Filmeditorin
- František Zíta (1909–1977), tschechoslowakischer Schachspieler
- Heinrich Zita (1882–1951), österreichischer Bildhauer